# Martina (album)
Martina è il settimo album in studio della cantante country statunitense Martina McBride, pubblicato nel 2003.

## Tracce
1. So Magical – 3:52
2. She's a Butterfly – 4:00
3. City of Love – 2:59
4. This One's for the Girls – 4:04
5. How Far – 3:57
6. Reluctant Daughter – 2:36
7. Wearing White – 2:51
8. When You Love Me – 4:32
9. In My Daughter's Eyes – 3:14
10. Learning to Fall – 3:57
11. God's Will – 5:50
12. Over the Rainbow (Live) – 3:34
13. Show Me (bonus track) – 4:29